# Lijst van bruggen over de Overijsselse Vecht
Over de Overijsselse Vecht liggen 21 bruggen. Hieronder een overzicht van de bruggen vanaf het Zwarte Water bij Zwolle tot aan de grens met Duitsland. Sommige bruggen hebben geen officiële naam of is de officiële naam onbekend.
| Km.: | Naam:                                               | Soort:                                         | Traject:                           | Afbeelding: |
| ---- | --------------------------------------------------- | ---------------------------------------------- | ---------------------------------- | ----------- |
| 55,0 | Vechtbrug Zwolle                                    | verkeersbrug (plaatbrug)                       | Utrecht - Groningen                |             |
| 55,0 | Berkumerbrug                                        | verkeersbrug (plaatbrug)                       | Zwolle (Kranenburgweg)             |             |
| 52,8 | Spoorbrug over de Vecht                             | spoorbrug (vakwerkbrug/liggerbrug)             | Arnhem - Leeuwarden                |             |
| 49,3 | Stuw Vechterweerd                                   | fiets- en voetgangersbrug (liggerbrug op stuw) | Dalfsen                            |             |
| 45,3 | Vechtbrug Dalfsen                                   | verkeersbrug (ophaalbrug)                      | Dalfsen - Wijthmen (Poppenallee)   |             |
| 39,1 | Stuw Vilsteren                                      | fiets- en voetgangersbrug (liggerbrug op stuw) | Vilsteren                          |             |
| 35,0 | Varsenerbrug                                        | verkeersbrug (liggerbrug)                      | Raalte - Hoogeveen                 |             |
| 32,6 | Hessel Mulertbrug                                   | verkeersbrug (liggerbrug)                      | Nijverdal - Ommen (Stationsweg)    |             |
| 26,7 | Stuw Junne                                          | verkeersbrug (liggerbrug)                      | Junne (Junnerweg)                  |             |
| 20,5 | Brug N36                                            | verkeersbrug (liggerbrug)                      | Almelo - Witte Paal                |             |
| 19,6 | Stuw Diffelen                                       | verkeersbrug (liggerbrug)                      | Diffelen - Mariënberg (Rheezerweg) |             |
| 13,5 | Asjeskampbrug                                       | verkeersbrug (liggerbrug)                      | Oldenzaal - Slagharen (Twenteweg)  |             |
| 12,7 | Stuw Hardenberg                                     | fiets- en voetgangersbrug (liggerbrug op stuw) | Hardenberg                         |             |
| 12,0 | Prins Bernhardbrug                                  | verkeersbrug (liggerbrug)                      | Hardenberg (Europaweg)             |             |
| 11,7 | Voorstraatbrug                                      | verkeersbrug (liggerbrug)                      | Hardenberg (De Brink)              |             |
| 11,3 | Prinses Amaliabrug                                  | fiets- en voetgangersbrug (tuibrug)            | Hardenberg (Koehierdesteeg)        |             |
| 10,5 | Prins Willem-Alexanderbrug                          | verkeersbrug (liggerbrug)                      | Hardenberg (J.C. Kellerlaan)       |             |
| 7,5  | Fietsbrug Anevelde (overbrugt niet de gehele vecht) | fiets- en voetgangersbrug (liggerbrug)         | Anevelde                           |             |
| 5,6  | Brug Ane                                            | verkeersbrug (liggerbrug)                      | Gramsbergen - Ane (De Anerdijk)    |             |
| 2,2  | Spoorbrug De Haandrik                               | spoorbrug (vakwerkbrug)                        | Zwolle - Emmen (Emmerlijn)         |             |
| 2,2  | Brug De Haandrik                                    | verkeersbrug (liggerbrug)                      | De Haandrik (Coevorderweg)         |             |